# Ляо
Ляо (на монголски: Кидан улс; на китайски: 遼朝 или 辽朝; на пинин: Liáo cháo), също Династия Ляо или Империя Ляо, официално Велика Ляо (大遼; 大辽; Dà Liáo) или Киданска държава (кидан:Mos diau-d kitai huldʒi gur), е империя и имперска династия в Източна Азия.
Управлява от 916 до 1125 г. днешен Северен и Североизточен Китай, Монголия и части от руския Далечен Изток и Северна Корея. Империята е основана от Елюй Амбагай или Елю Абаоджи (император Тайзу от Ляо), каган на киданите по времето на разпадането на династията Тан и е първата държава, контролираща цяла Манджурия. Династията Ляо се смята от историците за завоевателна династия на Китай.
Почти веднага след основаването си, династията започва процес на териториална експанзия, като Абаоджи предвожда успешното завладяване на Бохай. По-късните императори печелят Шестнадесетте префектури като подхранват опосредствана война, довела до краха на по-късния Тан (923 – 936 г.) и установяването на приточни връзки с Корьо, след като губят Корьо-киданските войни. През 1004 г. династията Ляо стартира имперска експедиция срещу династията Сонг на север. След тежки сражения и големи жертви и на двете империи, двете страни се споразумяват и подписват договора Чанюан. Чрез него династията Ляо принуждава Сонг да ги признае и обяви ера на мир и стабилност между двете сили, продължила приблизително 120 години.
Напрежението между традиционните кидански социални и политически практики и китайското влияние и обичаи е определяща особеност на династията. Това напрежение довежда до поредица кризи. Императорите на Ляо подкрепят китайската концепция за примогенитура, докато голяма част от останалия елит подкрепя традиционния метод за наследяване от най-силния кандидат. Киданските и китайските практики са толкова различни, че Абаоджи създава две паралелни правителства. Северната администрация управлява районите в Китан следвайки традиционните кидански практики, докато Южната администрация управлява райони с голямо некиданско население, възприемайки традиционните китайски правителствени практики.
Разликите между китайското и китанското общество включват различни роли за двата пола и различни брачни практики: китаните възприемат по-егалитарен поглед към пола в рязък контраст с китайските културни практики, които разделят ролите на мъжете и жените. Китанските жени са научени да ловуват, управляват семейното имущество и заемат военни постове. Много бракове не са уредени, от жените не се изисква да бъдат девици при първия си брак, имат право на развод и повторно сключване на брак.
Династията Ляо е разрушена от династията Джин (буквално „Златаната Династия“) през 1125 г. след залавянето на император Тяндзо от Ляо. Останалите китани, предвождани от Елюй Даши (император Дедзон от Ляо), основават династията Западна Ляо („Кара Хитай“), която управлява части от Централна Азия в продължение на почти век, преди да бъдат завладени от монголите. Въпреки че културните постижения, свързани с династията Ляо, са значителни в редица области и съществуват артефакти в музеи и други колекции, все пак не е ясно тяхното влияние върху музикалните и театрални изкуства.